# Sam Mackinnon
Samuel Mackinnon, detto Sam (Melbourne, 25 agosto 1976), è un ex cestista australiano.

## Carriera
Con l'Australia ha disputato due edizioni dei Giochi olimpici (Atlanta 1996, Sydney 2000), due dei Campionati mondiali (1998, 2006) e due dei Campionati oceaniani (2003, 2007).